# نادر محمدی
نادر محمدی (زادهٔ ۱۵ ژوئیهٔ ۱۹۹۷) بازیکن فوتبال اهل ایران است که در پست مدافع میانی برای باشگاه فوتبال ذوب‌آهن بازی می‌کند.
او بیش‌تر به دلیل اوت‌دستی‌های آکروباتیک و فوق‌بلند شناخته می‌شود. پرتاب‌های وی تا بیش از ۶۰ و نزدیک به ۷۰ متر می‌رسد.

## دوران باشگاهی

### پیکان
وی اولین بازی خود در لیگ برتر خلیج فارس را در هفته بیست و سوم لیگ برتر فوتبال ایران ۹۹–۱۳۹۸، مقابل باشگاه فوتبال ذوب‌آهن اصفهان انجام داد.
وی همچنین اولین گل خود در لیگ برتر خلیج فارس را در هفته بیست و چهارم لیگ برتر فوتبال ایران ۹۹–۱۳۹۸، مقابل باشگاه فوتبال گل‌گهر سیرجان به ثمر رساند.
تراکتور
نادر محمدی پس از سپری کردن ۴ فصل موفق در پیکان به تیم تراکتور تبریز پیوست. نخستین بازی وی برای تراکتور در مقابل استقلال بود. 
ذوب آهن
نادر محمدی در اوایل سال ۱۴۰۱ به ذوب آهن اصفهان پیوست. نخستین بازی وی برای این تیم اصفهانی در برابر تراکتور بود.